# Brec'h
Brech (en bretó Brec'h) és un municipi francès, situat a la regió de Bretanya, al departament d'Ar Mor-Bihan. L'any 2006 tenia 5.948 habitants. Limita amb els municipis de Pluvigner, Auray, Landaul, Locoal-Mendon, Plumergat, Pluneret, Ploemel i Crac'h. A l'inici del curs 2007 el 19,8% dels alumnes del municipi eren matriculats a la primària bilingüe. El nom del municipi potser prové de Bro Erec'h, país de Waroc'h (cort reial d'Auray) o, segons altres interpretacions, de Sant Brehan (o Saint Brec'han).

## Demografia
| Evolució de la població |      |      |      |      |       |      |      |      |
| 1793                    | 1800 | 1806 | 1821 | 1831 | 1836  | 1841 | 1846 | 1851 |
| -                       | -    | -    | -    | -    | 2.354 | -    | -    | -    |

| 1856 | 1861 | 1866 | 1872  | 1876 | 1881 | 1886 | 1891 | 1896 |
| ---- | ---- | ---- | ----- | ---- | ---- | ---- | ---- | ---- |
| -    | -    | -    | 2.158 | -    | -    | -    | -    | -    |

| 1901 | 1906 | 1911  | 1921 | 1926 | 1931 | 1936 | 1946  | 1954  |
| ---- | ---- | ----- | ---- | ---- | ---- | ---- | ----- | ----- |
| -    | -    | 2.493 | -    | -    | -    | -    | 3.219 | 3.062 |

| 1962  | 1968  | 1975  | 1982  | 1990  | 1999  | 2006 | 2011 | 2016 |
| ----- | ----- | ----- | ----- | ----- | ----- | ---- | ---- | ---- |
| 2.922 | 2.909 | 3.079 | 3.554 | 3.990 | 4.500 | -    | -    | -    |

| 2019 | - | - | - | - | - | - | - | - |
| ---- | - | - | - | - | - | - | - | - |
| -    | - | - | - | - | - | - | - | - |

## Administració
| Període   | Identitat               | Partit |
| --------- | ----------------------- | ------ |
| 1791-1792 | Michel Auffret          |        |
| 1792-1794 | Guy Le Germain          |        |
| 1796-1816 | Jean-Louis Marie Béard  |        |
| 1816-1830 | Jean-Marie Le Guennec   |        |
| 1830-1833 | François Coriton        |        |
| 1833-1837 | Julien Gauter           |        |
| 1837-1848 | Jean Le Boulch          |        |
| 1848-1874 | Joseph Le Boulch        |        |
| 1874-1875 | Joseph-Marie Le Bourser |        |
| 1875-1877 | Joseph-Marie Le Boulch  |        |
| 1878-1878 | Louis Audic             |        |
| 1878-1919 | Joseph Le Boulch        |        |
| 1919-1934 | François Robic          |        |
| 1935-1947 | Michel Auffret          |        |
| 1947-1953 | François Robic          |        |
| 1953-1983 | Paul Gauter             |        |
| 1983-1989 | Raymond Le Blay         |        |
| 1989-     | Paul Baudic             |        |

## Personatges il·lustres
- Georges Cadoudal